# Landkreis Zwickau
Zwickau er en landkreis i den vestlige del af  den tyske delstat Sachsen. Nabokreise er Landkreis Mittelsachsen, Landkreis Greiz (Thüringen), Landkreis Altenburger Land (Thüringen), Erzgebirgskreis, Vogtlandkreis og den kreisfri Chemnitz som den ligger rundt om den.
Kreisen blev oprettet i 1. August 2008 ved en sammenlægning  af de tidligere landkreise  Chemnitzer Land, Zwickauer Land og den tidligere kreisfrei by Zwickau. 

## Byer og kommuner
Kreisen havde 317531  indbyggere pr.  2018-12-31

| Byer | Kommuner |  |
| --- | --- |  |
| 1. Crimmitschau, Große Kreisstadt (18536) 2. Glauchau, Große Kreisstadt (22440) 3. Hartenstein (4563) 4. Hohenstein-Ernstthal, Große Kreisstadt (14607) 5. Kirchberg (8242) 6. Lichtenstein/Sa. (11285) 7. Limbach-Oberfrohna, Große Kreisstadt (24029) 8. Meerane (14208) 9. Oberlungwitz (5881) 10. Waldenburg (4012) 11. Werdau, Große Kreisstadt (20793) 12. Wildenfels (3583) 13. Wilkau-Haßlau (9784) 14. Zwickau, Große Kreisstadt (89540) | 1. Bernsdorf (2225) 2. Callenberg (4934) 3. Crinitzberg (1916) 4. Dennheritz (1319) 5. Fraureuth (5154) 6. Gersdorf (3988) 7. Hartmannsdorf b. Kirchberg (1370) 8. Hirschfeld (1186) 9. Langenbernsdorf (3561) 10. Langenweißbach (2461) 11. Lichtentanne (6441) 12. Mülsen (11113) 13. Neukirchen/Pleiße (3863) 14. Niederfrohna (2221) 15. Oberwiera (995) 16. Reinsdorf (7442) 17. Remse (1638) 18. Schönberg (903) 19. St. Egidien (3298) |  |

Verwaltungsgemeinschaften
1. Verwaltungsgemeinschaft Crimmitschau-Dennheritz med administration i  Crimmitschau, Mitglieder: Crimmitschau und Dennheritz
2. Verwaltungsgemeinschaft Kirchberg med administration i   Kirchberg, med kommunerne: Crinitzberg, Hartmannsdorf b. Kirchberg, Hirschfeld og Kirchberg
3. Verwaltungsgemeinschaft Limbach-Oberfrohna  med kommunerne Limbach-Oberfrohna  og Niederfrohna
4. Verwaltungsgemeinschaft Meerane-Schönberg  med kommunerne Meerane  og Schönberg
5. Verwaltungsgemeinschaft Rund um den Auersberg  med kommunerne Bernsdorf, Lichtenstein (VG-Sitz)  og St. Egidien
6. Verwaltungsgemeinschaft Waldenburg  med kommunerne Oberwiera, Remse  og Waldenburg